# Florence Griswold Museum
Florence Griswold Museum (pol. Muzeum Florence Griswold) – muzeum historyczne i galeria sztuki w Old Lyme (stan Connecticut, USA). Założone w 1936, jest określane jako kolebka amerykańskiego impresjonizmu. Budynek muzeum został w 1993 wpisany na listę National Register of Historic Places (nr #93001604) oraz na listę National Historic Landmark.

## Historia
Założone w 1936 Florence Griswold Museum jest muzeum sztuki i muzeum historycznym, posiadającym akredytację American Association of Museums (Amerykańskiego Stowarzyszenie Muzeów). Mieści się w okazałej rezydencji zaprojektowanej przez Samuela Belchera i zbudowanej w 1817. Jego otoczenie stanowiło w pierwszych latach XX w. centrum jednej z najbardziej znanych amerykańskich kolonii artystycznych. Wielu amerykańskich impresjonistów i malarzy pozostających pod wpływem szkoły z Barbizon, często tuż po studiach we Francji, przyjeżdżało do Old Lyme, by malować wiejskie pejzaże. Właścicielka rezydencji, Florence Griswold, zmieniła swój rodzinny dom w kolonię artystyczną przebudowując budynki gospodarcze na pracownie dla takich artystów, jak Childe Hassam, Willard Metcalf i Henry Ward Ranger. Inni artyści, którzy przewinęli się przez dom Florence Griswold, to m.in.: Louis Paul Dresser, Carleton Wiggins, William Henry Howe, Bruce Crane, Frank Vincent DuMond, Clark Voorhees, Henry Rankin Poore, Allen B. Talcott, Lewis Cohen i Henry C. White. Poszczególni twórcy z wdzięczności za udzieloną gościnność namalowali na ścianach i drzwiach domu ponad 40 obrazów, zachowanych do dziś i traktowanych jako istotna część kolekcji muzeum.
W 1937, krótko przed śmiercią Florence Griswold, artyści, przyjaciele i krewni zmarłej założyli Florence Griswold Association - stowarzyszenie mające na celu zachowanie jej domu jako muzeum sztuki oraz jako wybitnego przykładu wczesnej architektury Nowej Anglii. W 1947 Florence Griswold House został otwarty dla publiczności jako miejsce wystaw sezonowych. W 1955 Florence Griswold Association połączyło się z nowo powstałym Lyme Historical Society, poszerzając swoje cele o gromadzenia i zachowanie przedmiotów i archiwaliów dotyczących historii miast Lyme i Old Lyme. W muzeum początkowo pracowali wolontariusze, dopiero w 1972 zatrudniony profesjonalny personel. Zarządza on do dziś muzeum, mając do pomocy grupę wolontariuszy. W 1978 muzeum po raz pierwszy uzyskało akredytację AAM, odnowioną w 1990. W 1993 zostało wpisane na listę National Historic Landmark.
Lata 90. poświęcono na przywrócenie oryginalnego stanu budynku, w którym mieści się muzeum, a także wypracowanie nowej koncepcji muzeum, które integrowałoby sztukę, historię i walory przyrodnicze wiejskiej części Nowej Anglii, W latach 1991–1997 obszar należący do muzeum wzrósł z 0,8 ha do 4,4 ha. Istotny był zwłaszcza zakup ogrodów, budynków gospodarczych i pracowni dawnej kolonii artystycznej Lyme Art Colony.
W 1998 Rada Nadzorcza muzeum przyjęła trójetapowy plan, mający na celu zwiększenie zdolności muzeum do obsłużenia rosnącej publiczności. Pierwszy etap został zakończony w 1999 otwarciem Centrum Edukacji Hartmana (Hartman Education Center), zlokalizowanym w zrekonstruowanej na podstawie oryginału stodole położonej w samym centrum historycznego miejsca. Etap drugi został zakończony w 2002 wraz z wybudowaniem nowej galerii o powierzchni 920 m² i rozbudową domu Marshfielda, zakupionego w 1997. Ostatni etap, ukończony w 2006, obejmował restaurację samego domu Florence Griswold i przywrócenie go do stanu z ok. 1910. Obecnie Florence Griswold Museum jest jednym z niewielu miejsc w Ameryce, gdzie zwiedzający mogą podziwiać krajobrazy, ich przedstawienia na obrazach, a także bezpośrednio zapoznać się z miejscem, w którym żyli i pracowali prominentni amerykańscy artyści.

## Florence Griswold
Kolonia artystyczna Lyme Art Colony, będąca centrum amerykańskiego impresjonizmu, zawdzięcza swe powstanie i rozwój Florence Griswold. 
Florence Griswold urodziła się 25 grudnia 1850 jako jedno z czwórki dzieci kapitana statku Roberta Griswolda i Helen Powers. Wychowywała się w wytwornym domu przy głównej ulicy Old Lyme, miasteczka założonego na początku XVII w i będącego centrum przemysłu stoczniowego i handlu. Griswoldowie należeli do najstarszych rodzin w mieście. W 1841 Robert Griswold zakupił rezydencję, zbudowaną w 1817, zajmującą posesję o powierzchni 4,8 ha. Posiadłość przechodziła zmienne dzieje. Gdy po wojnie secesyjnej i wynalezieniu statków parowych dla miasta i rodziny Griswoldów nastały trudne czasy, zamienili oni swój dom w szkołę, a następnie w pensjonat. Pod koniec XIX w. dom utrzymywała tylko Florence Griswold. W 1899 w jej posiadłości zjawił się, tuż po powrocie z Europy, artysta Henry Ward Ranger. Obejrzawszy miejsce stwierdził, iż Old Lyme będzie idealnym miejscem dla założenia nowej amerykańskiej szkoły malarstwa pejzażowego. Przyjął gościnę Florence Griswold. W ślad za nim zjawili się inni artyści, którzy następnie utworzyli kolonię artystyczną znaną jako Lyme Art Colony. Po przyjeździe Childe'a Hassama w 1903 dom Florence Griswold stał się, dzięki jej osobistemu zaangażowaniu i hojności, jednym z głównych centrów malarstwa amerykańskiego, a w kolejnej dekadzie – jednym z najbardziej znanych ośrodków amerykańskiego impresjonizmu. Florence Griswold zmarła 6 grudnia 1937. W uznaniu jej zasług dla sztuki amerykańskiej włączono w 2002 jej nazwisko w poczet kobiet zasłużonych dla stanu Connecticut – Connecticut Women's Hall of Fame.

## Zbiory
Na kolekcję Florence Griswold Museum składają się obrazy i rzeźby artystów, którzy żyli i pracowali w Connecticut począwszy od późnego okresu kolonialnego do początków XX w. Kolekcja odzwierciedla trendy ogólne panujące w sztuce amerykańskiej a zarazem ma pewne lokalne cechy właściwe dla Nowej Anglii. Portret jako gatunek malarski pojawił się już we wczesnej sztuce amerykańskiej. Ten tworzony w Connecticut charakteryzuje się uproszczeniem formy, z powodu uporu pozujących. Jak długo okazałe, romantyczne krajobrazy były normą, malarze-pejzażyści omijali Connecticut, ale pojawili się na terenie stanu, gdy postępująca w szybkim tempie industrializacja zaczęła budzić wspomnienia Ameryki rolniczej. Pod koniec XIX w. w Connecticut narodził się amerykański impresjonizm. Powstałe w tym czasie kolonie artystyczne rozwijały się przez niemal trzy dekady. Po okresie rozkwitu impresjonizmu w sztuce amerykańskiej zapanowały inne prądy, m.in. modernizm i społeczny realizm. Ważną część zbiorów Florence Griswold Museum stanowi darowizna spółki ubezpieczeniowej The Hartford Steam Boiler Inspection and Insurance Company. Na przekazaną w 2001 kolekcję, budowaną przez około dwie dekady, składa się 190 dzieł sztuki oraz 70 egzemplarzy mebli stworzonych przez artystów związanych ze stanem Connecticut.

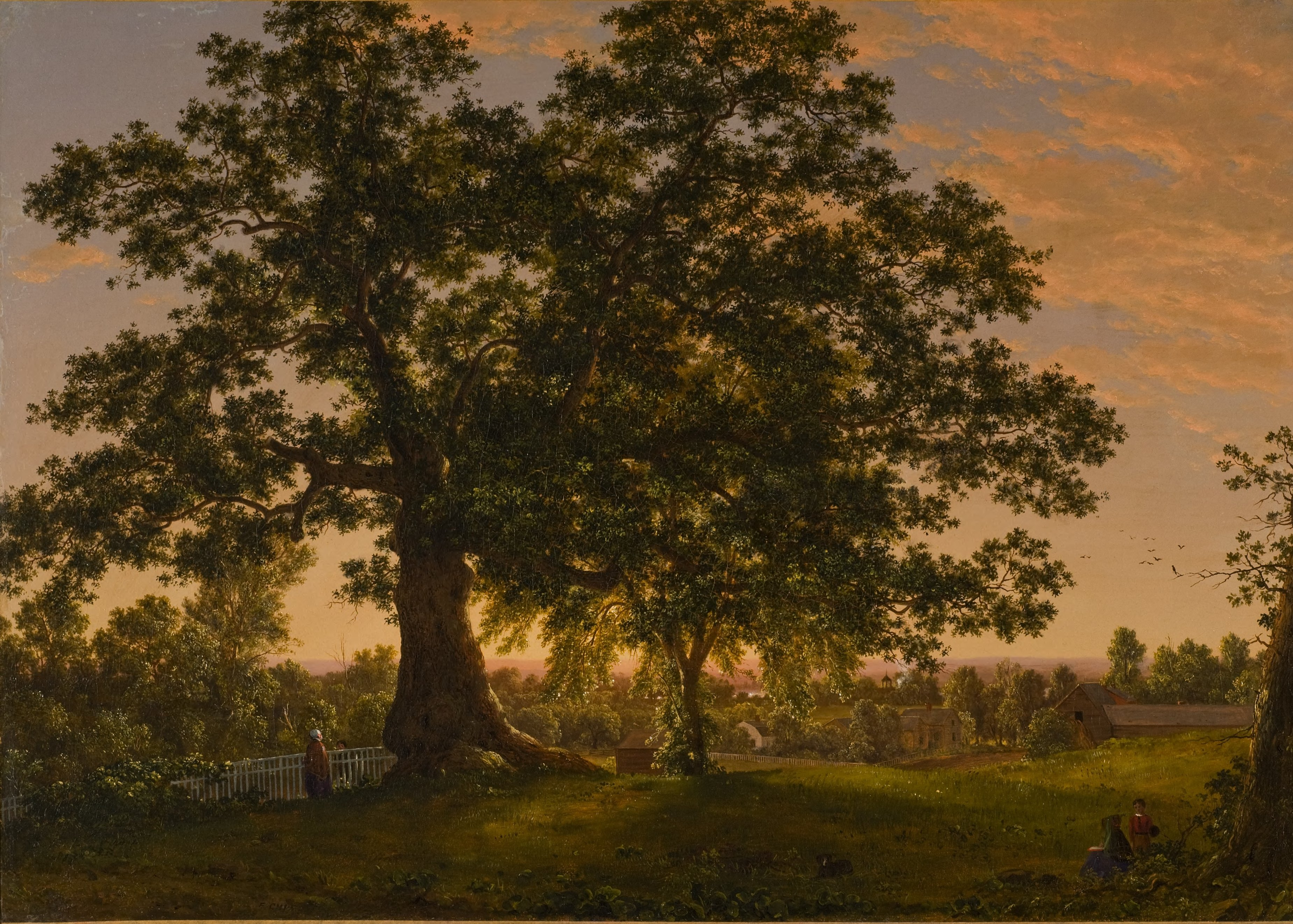
Frederic Edwin Church, Charter Oak, ok. 1846
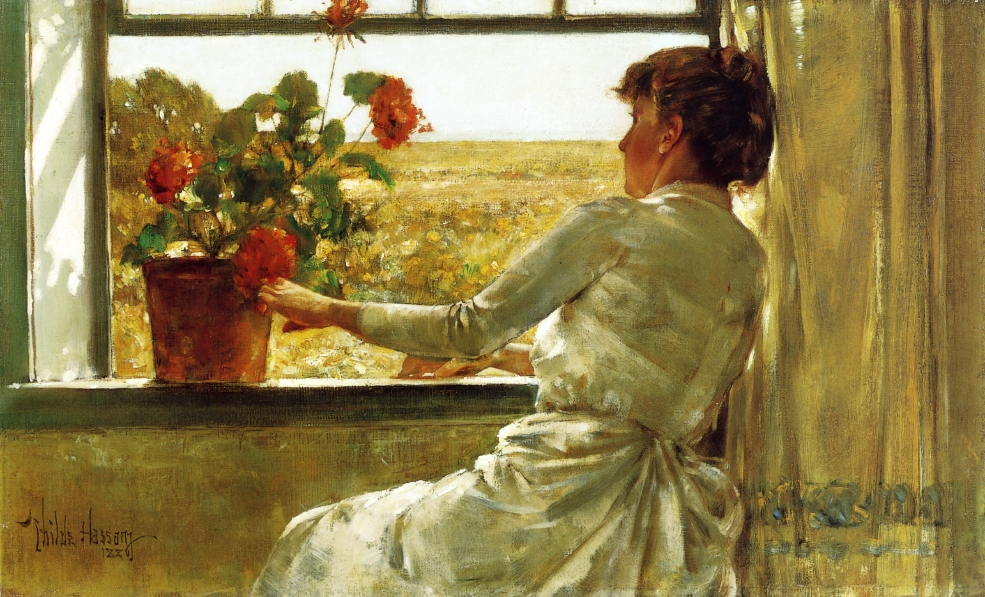
Childe Hassam, Letni wieczór, 1886
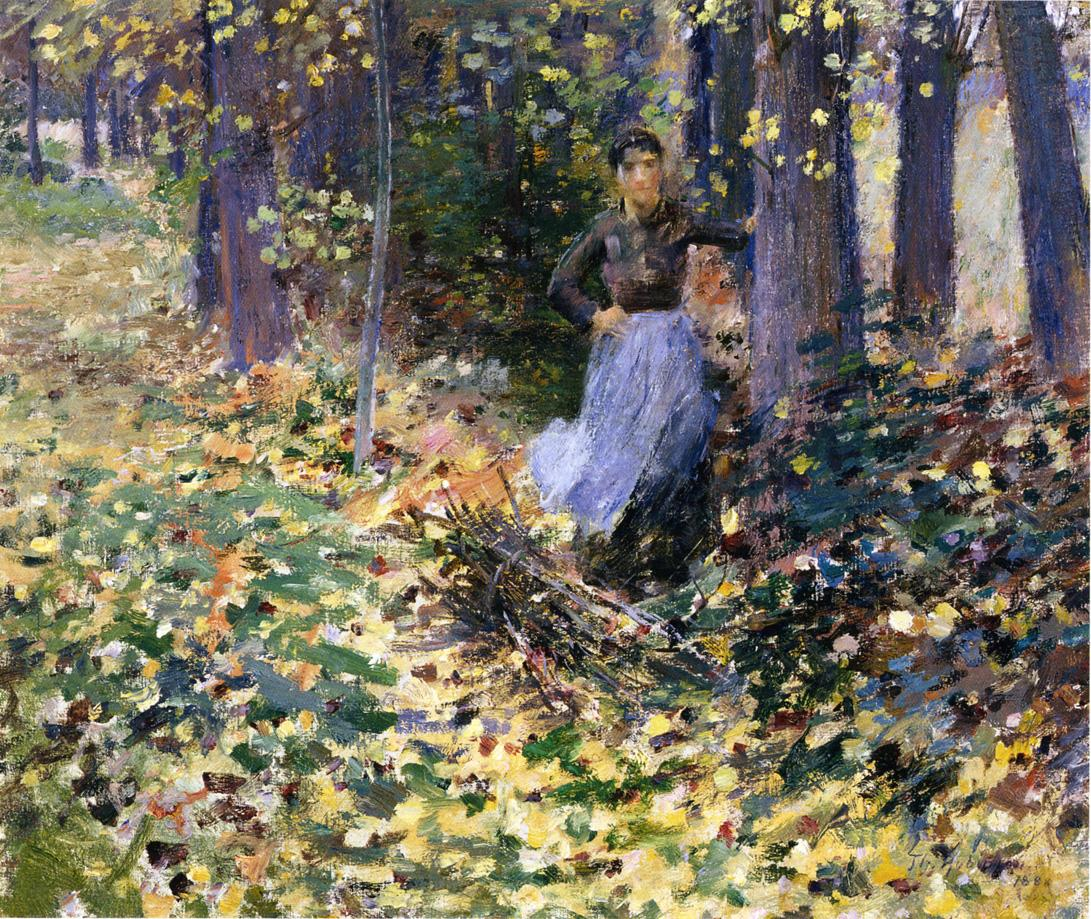
Theodore Robinson, Jesienny blask słońca, 1888
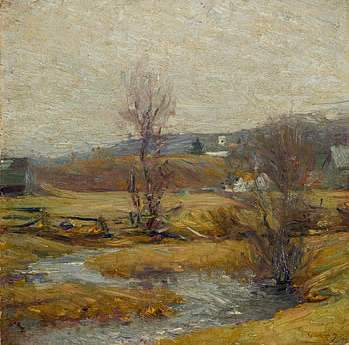
Robert Vonnoh, Łagodna dolina w Lime, rok ?